# Yannik Engelhardt
Pour les articles homonymes, voir Engelhardt.
Yannik Engelhardt, né le 7 février 2001 à Göttingen en Allemagne, est un footballeur professionnel allemand qui évolue au poste de milieu de terrain au Como 1907, en Série A.

## Biographie

### Carrière en club
Engelhardt est originaire de Wollbrandshausen et commence sa carrière en équipe de jeunes du JSG HöhBernSee,. En 2014, il passe une saison au JFV Eichsfeld avant de rejoindre le centre de formation du Werder Brême en 2015, où il joue en équipes de jeunes dès la catégorie U15. Il fait ses premières apparitions en équipe réserve, évoluant en Regionalliga Nord, en 2019. Pour la saison 2020-2021, il fait huit apparitions en championnat avant que ce dernier ne soit arrêté en novembre du fait de la pandémie de COVID-19 en Allemagne.
À l'été 2021, Engelhardt signe son premier contrat professionnel à Brême et est prêté pour la saison 2021-2022 à la réserve du SC Fribourg, qui vient alors d'être promue en 3e division. Sous la direction de Thomas Stamm (en), il devient dans cette équipe un titulaire régulier et a participe à 29 matchs de troisième division, au cours desquels il marque un but et est passeur décisif pour quatre autres. En mars 2022, le joueur de 21 ans est inclus par Christian Streich dans le groupe de Fribourg pour deux matchs de Bundesliga, mais ne rentre pas en jeu. En raison d'une blessure à la cheville début avril 2022, il est absent jusqu'à la fin de la saison. Son prêt à Fribourg est néanmoins prolongé d'un an à l'inter-saison. À partir d'octobre 2022, Engelhardt peut rejouer et s'affirmer à nouveau comme un joueur régulier de l'équipe réserve, maintenue en 3. Liga pour l'exercice 2022-2023.
À l'été 2023, le SC Fribourg fait d'abord usage de l'option d'achat et signe Engelhardt, mais le transfère peu de temps après au club de deuxième division du Fortuna Düsseldorf pour la saison 2023-2024. Engelhardt s'y affirme de nouveau comme un joueur régulier sous la direction de l'entraîneur Daniel Thioune, et est capital dans la saison de son équipe qui termine troisième de son championnat et atteint les demi-finales de la Coupe d'Allemagne.
Pour la saison 2024-2025, il rejoint le club italien Como 1907, tout juste promu en première division, pour un montant estimé à 8 millions d'euros. Il y marque son premier but le 30 novembre 2024 lors d'un match nul (1-1) contre l'AC Monza.

### Carrière internationale
Yannik Engenlhardt représente l'Allemagne en catégories de jeunes, de 2018 à 2020. Il marque un but avec les moins de 18 ans, lors d'un match amical contre Israël (victoire 2-0).

## Statistiques

### En club
| Saison                | Club                  | Championnat           | Championnat | Championnat | Championnat | Coupe(s) nationale(s) | Coupe(s) nationale(s) | Coupe(s) nationale(s) | Total | Total | Total |
| Saison                | Club                  | Division              | M.          | B.          | P.d.        | M.                    | B.                    | P.d.                  | M.    | B.    | P.d.  |
| 2019-2020             | Werder Brême rés.     | Regionalliga          | 3           | 0           | 0           | -                     | -                     | -                     | 3     | 0     | 0     |
| 2020-2021             | Werder Brême rés.     | Regionalliga          | 8           | 0           | 0           | -                     | -                     | -                     | 8     | 0     | 0     |
| Sous-total            | Sous-total            | Sous-total            | 11          | 0           | 0           | -                     | -                     | -                     | 11    | 0     | 0     |
| 2021-2022             | SC Fribourg rés.      | 3. Liga               | 29          | 1           | 4           | -                     | -                     | -                     | 29    | 1     | 4     |
| 2022-2023             | SC Fribourg rés.      | 3. Liga               | 25          | 2           | 1           | -                     | -                     | -                     | 25    | 2     | 1     |
| Sous-total            | Sous-total            | Sous-total            | 54          | 3           | 5           | -                     | -                     | -                     | 54    | 3     | 5     |
| 2023-2024             | Fortuna Düsseldorf    | 2. Bundesliga         | 30+2        | 3+1         | 2+0         | 5                     | 0                     | 0                     | 37    | 4     | 2     |
| 2024-2025             | Como 1907             | Série A               | 14          | 1           | 1           | 0                     | 0                     | 0                     | 14    | 1     | 1     |
| Total sur la carrière | Total sur la carrière | Total sur la carrière | 111         | 8           | 8           | 5                     | 0                     | 0                     | 116   | 8     | 8     |